# FKムラドスト・ロガティツァ
FKムラドスト・ロガティツァ（FK Mladost Rogatica）は、ボスニア・ヘルツェゴビナのスルプスカ共和国ロガティツァをホームタウンとするサッカークラブである。

## 歴史
1946年に創設された。
プルヴァ・リーガRS初年度の1995-96シーズンに東地域で4位、1996-97シーズンに東地域で5位の成績を残した。1997-98シーズンに1リーグ制に変更され、ムラドスト・ロガティツァはルダル・プリイェドル、ポレト・ブロドと同勝ち点でシーズンを終えたが、当該チーム間の成績により、ポレト・ブロドと共にドルガ・リーガRSに降格した。